# Topica
Tổ hợp Công nghệ Giáo dục Topica (English official name: "Topica Edtech Group") là một doanh nghiệp công nghệ giáo dục đa quốc gia.Tổ hợp này cung cấp các giải pháp giáo dục trực tuyến bao gồm các chương trình cử nhân trực tuyến (Topica Uni), chương trình học tiếng Anh trực tuyến (Topica Native) và nền tảng công nghệ cho khóa học trực tuyến mở trên nhiều lĩnh vực (Edumall).
Tổ hợp giáo dục Topica có trụ sở chính tại Hà Nội và đã mở rộng hoạt động sang Philippines, Singapore, Thái Lan, Indonesia và Mỹ.

## Lịch sử
Tháng 4 năm 2004, các giảng viên của Trung tâm Nghiên cứu và Tư vấn Quản lý, thuộc trường Đại học Bách khoa Hà Nội đã xây dựng Chương trình đào tạo trực tuyến và Hợp tác quốc tế CRC-TOPIC. Dự án ươm mầm doanh nghiệp này đã nhận được hỗ trợ tài chính từ Infodev.
Năm 2006, Chủ tịch Microsoft, Bill Gates và Phó Thủ tướng Việt Nam Phạm Gia Khiêm đã khởi động TOPIC64, một dự án phát triển cơ sở hạ tầng học trực tuyến trên 64 tỉnh thành của Việt Nam. Qualcomm cho biết tập đoàn này là một trong những nhà tài trợ cho dự án này bên cạnh Microsoft, Hewlett Packard và USAID.
Năm 2008, Tổ hợp giáo dục Topica được thành lập như một doanh nghiệp công nghệ giáo dục với sứ mệnh nhân rộng mô hình đào tạo trực tuyến chất lượng cao tới người học ở Việt Nam .
Cùng năm, Topica đã áp dụng công nghệ 3D vào giảng dạy trực tuyến mang lại trải nghiệm chân thật trong không gian ảo Second Life.
Năm 2010, CRC-TOPIC triển khai khóa học đào tạo trực tuyến cho 105 nhà quản lý đến từ 15 quốc gia châu Á- Thái Bình Dương về Ươm mầm doanh nghiệp.
Năm 2011, khóa huấn luyện khởi nghiệp từ Thung lũng Silicon khai giảng tại Hà Nội.
Năm 2013, Topica triển khai ứng dụng học Đại học trên điện thoại tại Việt Nam.
Năm 2014, công ty áp dụng TOPMITO (Topica Native) cho phép luyện nói tiếng Anh qua Google Glass.
Đến năm 2016, Tổ hợp giáo dục Topica là đối tác của 11 trường đại học tại Việt Nam, Philippines và Mỹ.
Tháng 4 năm 2016, theo E27, Tổ hợp giáo dục Topica đã ký thỏa thuận đối tác với Coursera. Theo đó, một trong những đối tác của Topica ở Việt Nam, Đại học Vinh, sẽ công nhận tín chỉ từ 1800 khóa học online của Coursera.

## Khóa học
Tổ hợp giáo dục Topica cung cấp các chương trình giáo dục trực tuyến, các chương trình học tiếng Anh trực tuyến và khóa học đào tạo trên nhiều lĩnh vực. Mỗi khóa học sử dụng các công cụ hỗ trợ hình ảnh như video giảng dạy, đồ họa, biểu đồ, tài liệu trực tuyến và bài kiểm tra nhỏ ở cuối mỗi bài học. Người hướng dẫn và học viên có thể tương tác với nhau trong các diễn đàn thảo luận. Tất cả những tài liệu này có thể xem mọi lúc mọi nơi, chỉ cần có thiết bị kết nối mạng.
Năm 2008, Tổ hợp này tích hợp công nghệ 3D "Second Life", tại đó học viên có thể đi lại và tương tác trong không gian ảo 3D trong chương trình cử nhân trực tuyến (Topica Uni). Họ hợp tác với 11 trường đại học tại Việt Nam, Philippines và Mỹ để cung cấp bằng cử nhân về Quản trị kinh doanh, Kế toán, Tài chính và Ngân hàng, Công nghệ thông tin, Luật và Luật kinh tế. Bên cạnh các video giảng dạy chuyên môn, học viên có thêm kiến thức thực tế và kinh nghiệm qua chia sẻ của các doanh nhân thành đạt.
Năm 2014, Tổ hợp này áp dụng TOPMITO, một nền tảng cho phép học tiếng Anh trực tuyến qua Google Glass, máy tính và các thiết bị di động. Học viên tham gia khóa học (Topica Native) chọn các lộ trình học khác nhau với người bản ngữ. Khóa học này sử dụng hệ thống đánh giá năng lực tiếng Anh CASEC, chương trình được phát triển bởi Viện đo lường giáo dục Nhật Bản (JIEM) để đánh giá sự tiến bộ của học viên.
Tháng 3 năm 2016, Tổ hợp này xây dựng nền tảng (Edumall) cho phép các giáo viên, chuyên gia đưa các khóa học trực tuyến của họ đến với học viên. Những khóa học này chủ yếu về Công nghệ thông tin, Phát triển kĩ năng, Kinh doanh và Khởi nghiệp, Ứng dụng văn phòng, Tiếng Anh.

## Tăng tốc khởi nghiệp (Accelerator)
Theo trang Deal Street Asia, Topica Founder Institute (TFI) đã đi đầu trong thúc đẩy phong trào khởi nghiệp. TFI là thành viên của Mạng lưới Founder Institute sáng lập tại thung lũng Silicon, có chi nhánh tại 40 nước. Năm 2010, họ đã tổ chức khóa học đào tạo trong chương trình Ươm mầm doanh nghiệp cho 105 quản lý đến từ 15 nước châu Á- Thái Bình Dương.
Sau 3 năm, họ đã tăng tốc cho nhiều công ty khởi nghiệp công nghệ, nổi bật nhất là Appota đã kêu gọi đầu tư thành công hàng triệu USD tháng 4 năm 2014.

## Đối tác
Viện đại học Mở Hà Nội (Việt Nam- 2009)
Đại học Duy Tân (Việt Nam- 2010)
Đại học Trà Vinh (Việt Nam- 2012)
Đại học kinh tế quốc dân Hà Nội (Việt Nam- 2012)
Đại học Thái Nguyên (Việt Nam- 2013)
Đại học AMA (Philippines- 2013)
Đại học quốc gia Palawan (Philippines- 2016)
Đại học Don Marian Marcos Memorial State (Philippines- 2016)
Đại học Franklin (Mỹ- 2016)
Đại học quốc gia Ohio (Mỹ- 2016)
Đại học Urbana (Mỹ- 2016)
Coursera (MOOCs- 2016)

## Liên kết
- Website[liên kết hỏng]